# 남해읍
남해읍(南海邑)은 남해군의 행정, 산업, 교통의 중심지이자 농수산물의 집산지이다. 노량은 해상 교통의 요지로 충무공 최후의 싸움터이자 그가 전사한 곳이며, 충렬사가 있다.

## 연혁
- 1894년 : 조선 고종 남해군 현내면
- 1914년 : 남해군 읍내면
- 1917년 : 남해군 남해면
- 1979년 : 남해군 남해읍 (군소재 읍승격)

## 행정 구역
- 남변리
- 평리
- 차산리
- 평현리
- 서변리
- 심천리
- 아산리
- 입현리
- 선소리
- 북변리

## 교육기관
- 남해초등학교
- 해양초등학교
- 남해중학교
- 남해여자중학교
- 남해해성중학교
- 남해해성고등학교
- 남해제일고등학교
- 경남도립남해대학

## 아파트
- 대한주택공사
  - 남해평리 휴먼시아 - 2009년 12월 입주 / 남양건설

## 관광
- 장량상동정마애비
- 남해향교
- 선소횟짓촌
- 봉전백로서식지